# أمينة ساتو
أمينة ساتو (باليابانية: 佐藤亜美菜 ) (و. 1990  م) هي الأداء الصوتي في اليابان، وتارينتو يابانية، ولدت في طوكيو.

## وصلات خارجية
- أمينة ساتو على موقع IMDb (الإنجليزية)
- أمينة ساتو على موقع ميوزك برينز (الإنجليزية)
- أمينة ساتو على موقع قاعدة بيانات الفيلم (الإنجليزية)

- أمينة ساتو في قاعدة بيانات الأفلام على الإنترنت